# Perry Anderson
Perry Anderson (Londres, 28 de setembre de 1938) és un historiador anglès i assagista polític. És un especialista en la història intel·lectual, professor d'Història i Sociologia en la Universitat de Califòrnia i editor de la revista New Left Review. Anderson ha escrit diversos llibres, l'últim d'ells titulat The Indian Ideology (La ideologia índia, 2012), una polèmica contra la construcció de projecte-nació indi. És germà del politòleg Benedict Anderson.

## Família
La família d'Anderson es va mudar a la Xina quan el seu pare va ser traslladat a exercir funcions en la Duana Imperial Marítima. Després de la guerra, la família es va mudar al sud d'Irlanda.
El 1956 va ingressar el Col·legi Worcester, Oxford, on els seus interessos van des de la filosofia i la psicologia a idiomes com el rus i el francès. La seva arribada a Oxford coincideix amb la invasió soviètica a Hongria i la crisi de Suez i amb l'efervescència de la Nova Esquerra, en la que es va ser un actor central.

## Carrera
Redactor durant molts anys de New Left Review, Perry Anderson ha estat descrit com «un dels principals pensadors marxistes contemporanis», o en paraules de Terry Eagleton, «el més brillant intel·lectual marxista britànic». L'obra d'Anderson s'estén des de l'excepcionalisme anglès a l'absolutisme europeu, de la política de transicions llatinoamericanes, als canvis en el marxisme occidental, dels orígens del postmodernisme, a l'exterminisme i la Guerra Freda.
El 1974 va escriure les seves dues obres magistrals: Passages From Antiquity to Feudalism (Transicions de l'antiguitat al feudalisme), que està enfocat en la creació de les societats feudals; i Lineages of the Absolutist State (L'Estat absolutista), on examina les monarquies absolutes. El seu treball va ser descrit al New York Review of Books com "un formidable assoliment intel·lectual", distingit tant per la seva profunditat conceptual com pel seu estil.
Si hi ha discontinuïtats i ruptures dins de la carrera intel·lectual d'Anderson, hi ha també continuïtats profundes, no és menor la seva atenció al canvi històric i polític en el llarg termini. Els seus treballs recents inclouen The Origins of Postmodernity, English Questions i una important sinopsi de les polítiques d'esquerra titulat Renovations publicades en els temes del mil·lenni de New Left Review.
El 1980 va assumir el càrrec de professor en la New School for Social Research. Després va treballar novament com a redactor en la New Left Review fins a la seva jubilació en el 2003, on va continuar treballant en el comitè editorial. En 2004 va publicar "El laboratori implacable de la Història". Perry Anderson ensenya Història i Sociologia en la Universitat de Califòrnia, Los Angeles.

## Obres
- Passages From Antiquity to Feudalism (1974). London: New Left Books. ISBN 090230870X.
- Lineages of the Absolutist State (1974). London: New Left Books. ISBN 0902308165.
- Considerations on Western Marxism[Enllaç no actiu] (1976).
- Arguments within English Marxism (1980). London: Verso. ISBN 0860917274.
- In the Tracks of Historical Materialism (1983). London: Verso. ISBN 0860910768.
- English Questions (1992). London: Verso. ISBN 0860913759.
- A Zone of Engagement (1992). London: Verso. ISBN 0860913775.
- The Origins of Postmodernity (1998). London: Verso. ISBN 1859842224.
- Spectrum: From Right to Left in the World of Ideas (2005). London: Verso. ISBN 1859845274.
- The New Old World (2009). London: Verso. ISBN 9781844673124.
- The Indian Ideology (2012). New Delhi: Three Essays Collective. ISBN 9788188789924.
- American Foreign Policy and Its Thinkers (2015). London: Verso.